# Olší (Moravia meridionale)
Olší (in tedesco Olschi) è un comune della Repubblica Ceca facente parte del distretto di Brno-venkov, in Moravia Meridionale.